# Lisdexamfetamina
La lisdexamfetamina o lisdesamfetamina nota con i nomi commerciali Elvanse o Vyvanse, è un profarmaco utilizzato per trattare il disturbo da deficit di attenzione/iperattività (ADHD) nelle persone di età superiore ai cinque anni e negli adulti e per il disturbo da alimentazione incontrollata da moderato a grave negli adulti.
Fu autorizzata per la prima volta negli Stati Uniti nel 2007 dove, nel 2017, risultava essere il 91º farmaco più prescritto, con oltre otto milioni di prescrizioni.
Nel Regno Unito è inserita nell'elenco delle sostanze controllate di classe B; una fornitura mensile costa al Servizio sanitario nazionale britannico circa 58 sterline (dati 2019) ed è comunemente sostituita con il metilfenidato. Negli Stati Uniti, dove il costo all'ingrosso si attesta intorno ai 264 dollari (dati 2019), è inserita nell'elenco delle sostanze controllate dell'allegato II.
Chimicamente composta dall'amminoacido L-lisina legato alla d-anfetamina, la lisdexamfetamina è uno stimolante del sistema nervoso centrale (SNC) che si attiva dopo essere stata convertita dall'organismo in d-anfetamina. Assunta per via orale, i suoi effetti si presentano dopo le 2 ore dall'assunzione e possono persistere fino a 12 ore.
Tra gli effetti collaterali più comuni ci sono perdita dell'appetito, ansia, diarrea, disturbi del sonno, irritabilità e nausea.
Negli effetti collaterali rari ma gravi sono inclusi arresto cardiaco improvviso in soggetti con problemi cardiaci preesistenti, mania e psicosi.
In base ai dati raccolti dalla DEA il rischio di abuso della sostanza risulta alto e se assunto in associazione ad altri farmaci è possibile che si verifichi la sindrome serotoninergica.
Il suo utilizzo durante la gravidanza può avere effetti teratogenici e se ne sconsiglia l'uso durante l'allattamento.